# Знам'янська операція
Олександрійсько-Знам'янська наступальна операція (20 листопада — 23 грудня 1943 року) — фронтова наступальна операція радянських військ 2-го Українського фронту в Німецько-радянській війні. Складова частина Нижньодніпровської стратегічної операції — другого етапу битви за Дніпро.

## План операції
На першому етапі Нижньодніпровської стратегічної операції — у П'ятихатській операції — війська 2-го Українського фронту прорвали німецьку оборону на стику німецьких 1-й танкової армії (командувач — генерал кавалерії Ебергард фон Макензен) та 8-ї армії (командувач — генерал піхоти Отто Велер) групи армій «Південь» (командувач генерал-фельдмаршал Еріх фон Манштейн) і просунулися до Кривого Рогу від Дніпра майже на 100 кілометрів. Німецькому командуванню вдалося локалізувати цей прорив і зупинити радянський наступ у Кривому Розі, але загрозливий противнику клин залишився. Ставка Верховного Головнокомандування постійно вимагала від командувача фронту генерала армії І. С. Конєва поновити наступ на Кривий Ріг і одночасно розширити зайнятий плацдарм ударом у напрямку Знам'янка—Кіровоград, опанувавши обидва ці міста. Тут радянським військам належало наступати у спільному напрямку на північний захід, майже паралельно Дніпру.

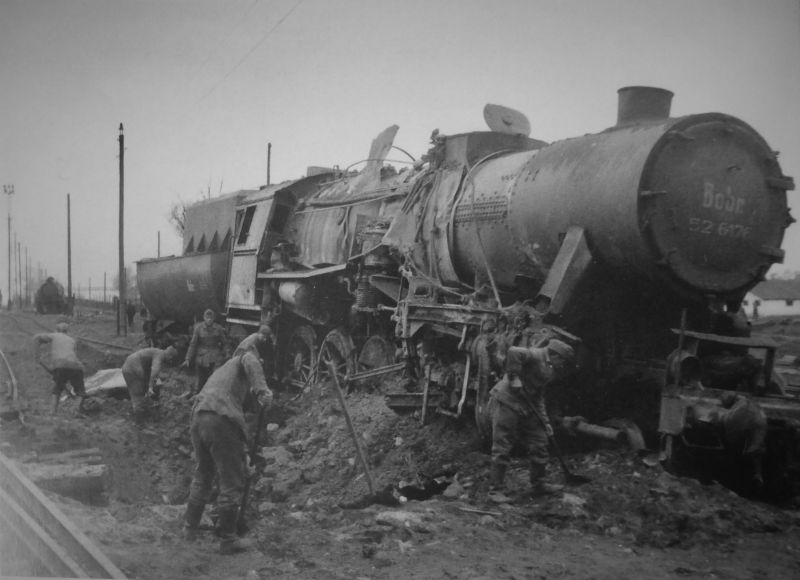
Німецький паровоз підірваний знам'янськими партизанами, 1943

На криворізькому напрямку мали наступати 7-ма гвардійська армія (командувач — генерал М. С. Шумілов), 57-ма армія (командувач — генерал М. О. Гаген), 37-ма армія (командувач — М. М. Шарохін), частина сил 53-ї армії (командувач — І. М. Манагаров) та 5-та гвардійська танкова армія (командувач — генерал-полковник танкових військ П. О. Ротмістров). На Знам'янському напрямку перебували основні сили 53-ї і 5-ї гвардійської армій (командувач — генерал О. С. Жадов). Приблизно в 100 кілометрах на північний захід, у районі Черкас, діяла 52-га армія (командувач — генерал-лейтенант К. А. Коротеєв), яка захопила 13 листопада невеликий плацдарм у районі Черкас. Від Кременчука до Черкас по східному березі Дніпра займала оборону 4-та гвардійська армія (командувач — генерал-лейтенант І. В. Галанін). Оскільки армії фронту вже 4 місяці вели важкі наступальні бої і потерпали від значної нестачі особового складу і озброєння, І. С. Конєв ухвалив сміливе рішення: оцінивши, що після початку нового наступу німецькому командуванню буде не до форсування Дніпра, він вирішив зняти 4-ту гвардійську армію з оборонних позицій на східному березі Дніпра і перекинути її на західний берег, поставивши її на шляху головного удару на Знам'янському напрямку.
На початок листопада 1943 перед 2-м Українським фронтом оборонялася 8-ма німецька армія і частина сил 1-ї німецької танкової армії: всього 14 піхотних, 6 танкових, одна механізована дивізія і 6 бойових груп, сформованих із залишків раніше розгромлених піхотних і танкових дивізій. На Знам'янському напрямку з цих сил діяли 3-й, 47-й танкові та 11-й армійський корпуси 8-ї армії (8 піхотних і 1 танкова дивізії).

## Початок операції
20 листопада 1943 війська 2-го Українського фронту перейшли в наступ. Оскільки вони і раніше неодноразово намагалися досягти успіху на дніпропетровському і криворізькому напрямках, противник очікував там радянського удару і чинив шалений опір. Бої прийняли затяжний характер і приносили великі втрати при незначному просуванні (на 8-10 кілометрів). Водночас удар у напрямку Знам'янки і введення там у бій відносно добре укомплектованої свіжої армії виявився несподіваним для німецького командування. У цих умовах Конєв запропонував головні зусилля зосередити в напрямку Олександрії і Знам'янки, розгромити вороже угруповання в районі Олександрії, Знам'янки, Чигирина і наступати на Кропивницький. Для досягнення рішучого успіху за його наказом 5-та гвардійська танкова армія (2 танкові і 2 механізовані корпуси) була виведена з бою на криворізькому напрямку і перекинута форсованим маршем (майже 100 кілометрів за дві доби) на Знам'янський напрямок.

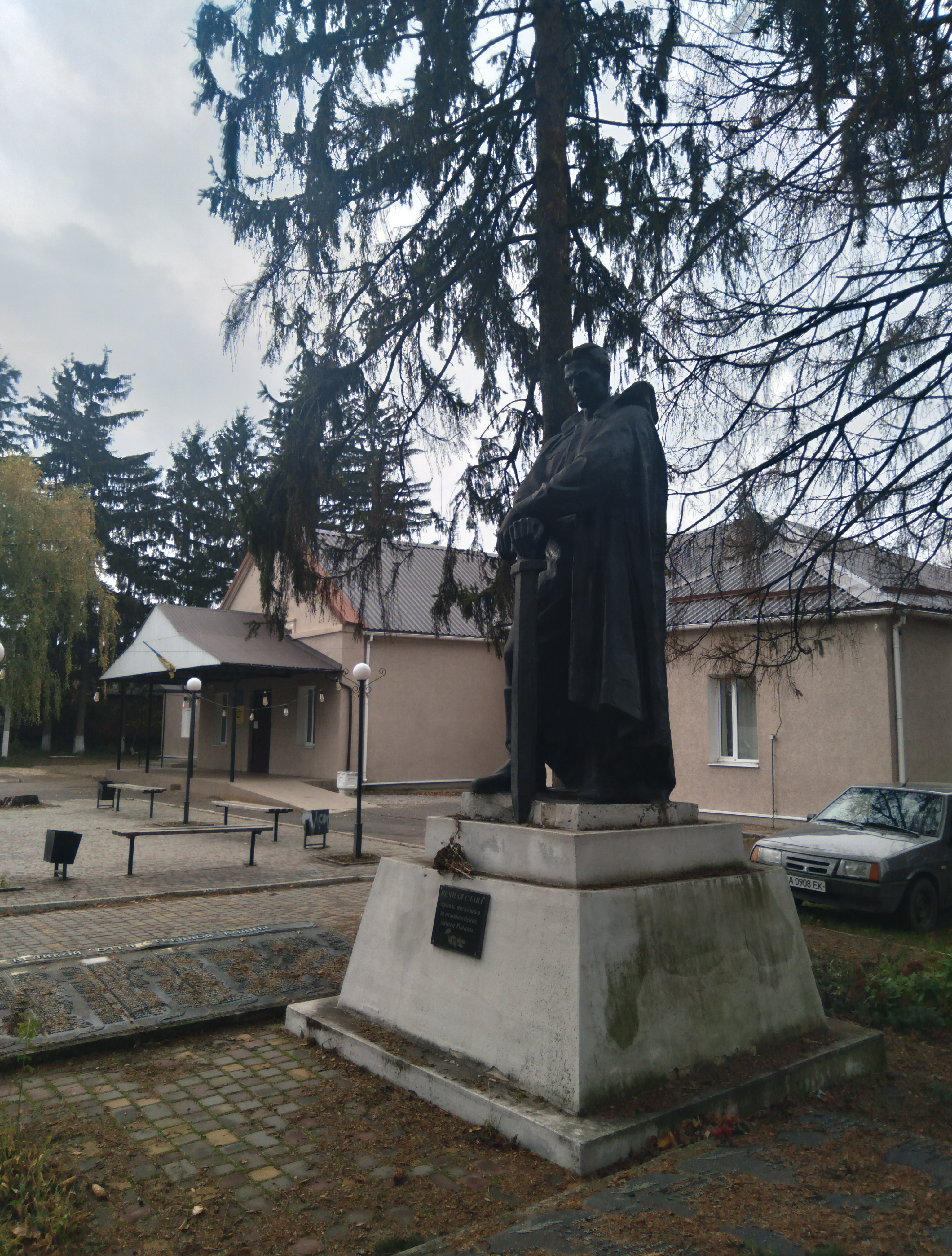
Пам'ятник полеглим на місці братської могили 283х воїнів у Знам'янці Другій

Поновлення наступу було призначено на 12 листопада, але перенесено через негоду і почалося 14 листопада. Відразу стало очевидним, що німецьке командування також зуміло використати перепочинок і посилило свою оборону на Знам'янському напрямку. Хоча кожен день противника вдавалося тіснити на кілька кілометрів, прориву його фронту домогтися не вдавалося. З цієї причини Конєв відкладав введення у бій танкової армії і вчинив це тільки 23 листопада. Але серйозно ослаблена у попередніх боях армія також не змогла домогтися рішучого перелому. Не припинялися сильні щоденні контратаки противника.

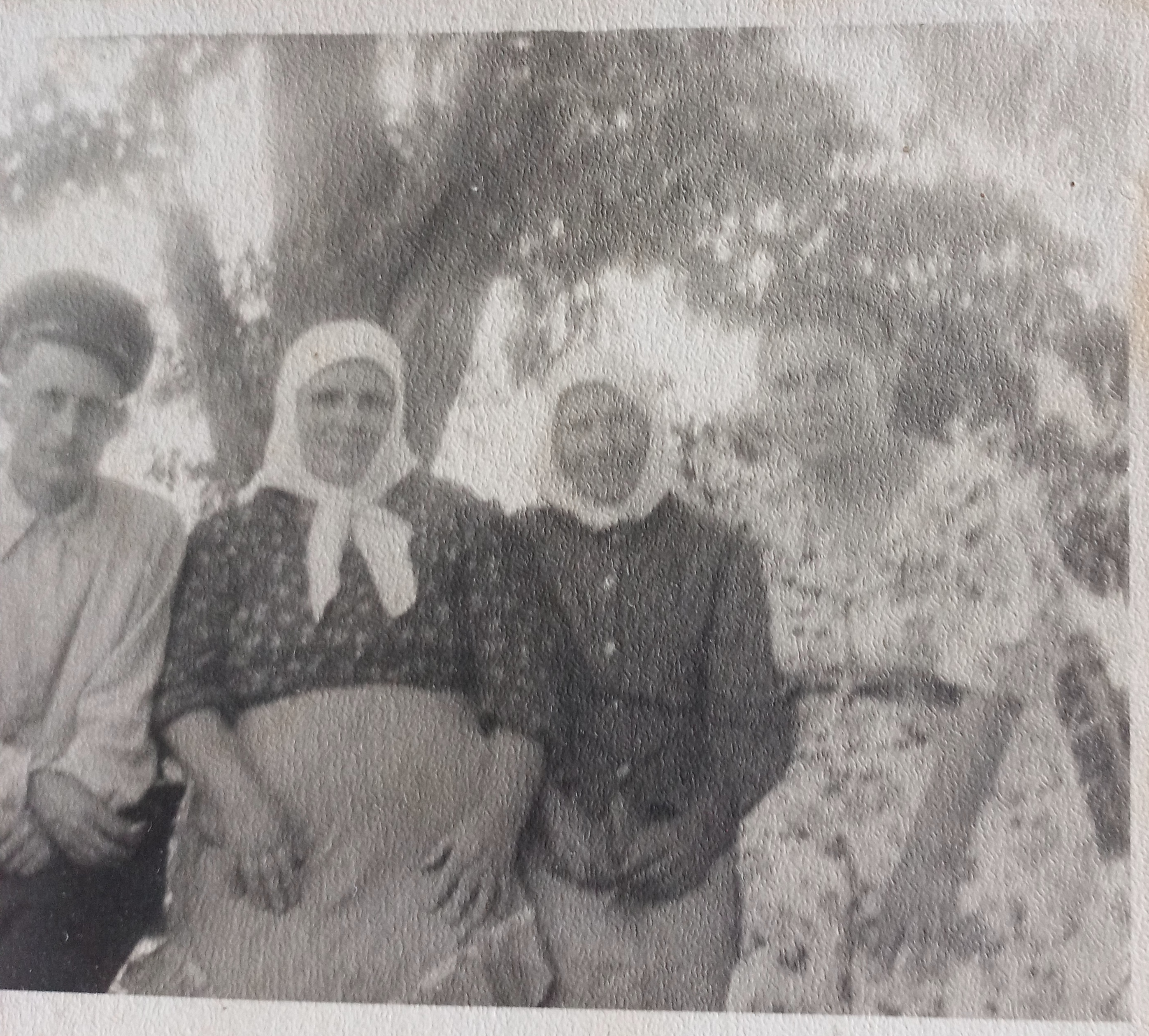
Лукія Стаченко (друга ліворуч, низька) з родиною, 1955

Жителька Новоолександрівки, Лукія Юхимівна Стаченко (1879-1973) допомагала партизанам Чорного лісу в роки окупації і надавала укриття від ворожих бомбардувань під час звільнення.

## Оволодіння Олександрією та Знам'янкою
25 листопада позначився успіх у діях 5-та гвардійська танкова армія|5-ї гвардійської танкової армії: їй удалося значно просунутися в обхід Знам'янки із заходу. Одна танкова бригада прорвала лінію фронту і пішла в глибокий рейд (на 40 кілометрів) по німецьких тилах. З'єднавшись із значними партизанськими силами, що діяли у місцевих лісах, вона перекрила дороги, що йшли від Знам'янки на захід. Там було розгромлено кілька колон німецьких військ. Потім танкісти з десантом партизанів на броні захопили важливий опорний пункт противника в одному із сіл на шляхах руху резервів противника і утримали його до 1 грудня, коли до нього вийшли радянські війська, що наступали. Ці дії сприяли ослабленню оборони противника.

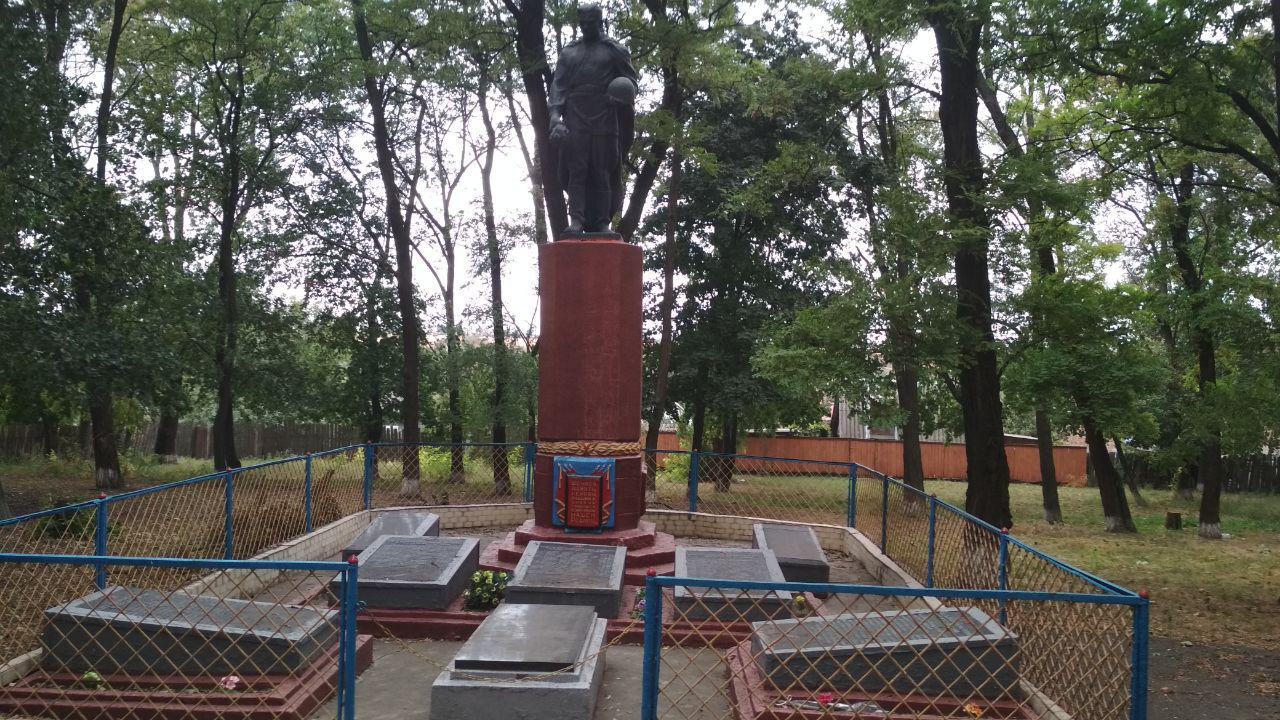
Пам'ятник у Пантазіївці

Із 3 по 6 грудня радянські війська 7-ї гвардійської армії вели важкі штурмові бої за визволення міста Олександрія, 5 грудня два танкові корпуси прорвалися з боєм на південні околиці Знам'янки. Битва за це промислове місто з великим залізничним вузлом тривала з 6 по 9 грудня і носила винятково запеклий характер. Багато кварталів та промислові об'єкти по кілька разів переходили з рук у руки. Кожного дня противник робив до 10 контратак. Із підходом піхотних частин у бій за Знам'янку включилися 53-тя армія і 4-та гвардійська армія, а з тилу було завдано удару партизанським з'єднанням під командуванням І. Д. Діброви (5 загонів загальною чисельністю до 3000 душ). Тільки до вечора 9 грудня було повністю визволено Знам'янку. У боях за місто знищено до 1500 гітлерівців і 23 німецькі танки. Взяттю цього найважливішого комунікаційного вузла на Правобережній Україні радянське командування надавало великого значення. На честь її визволення було дано артилерійський салют у Москві, а відразу 18 частин і з'єднань отримали почесне найменування «Знам'янських».

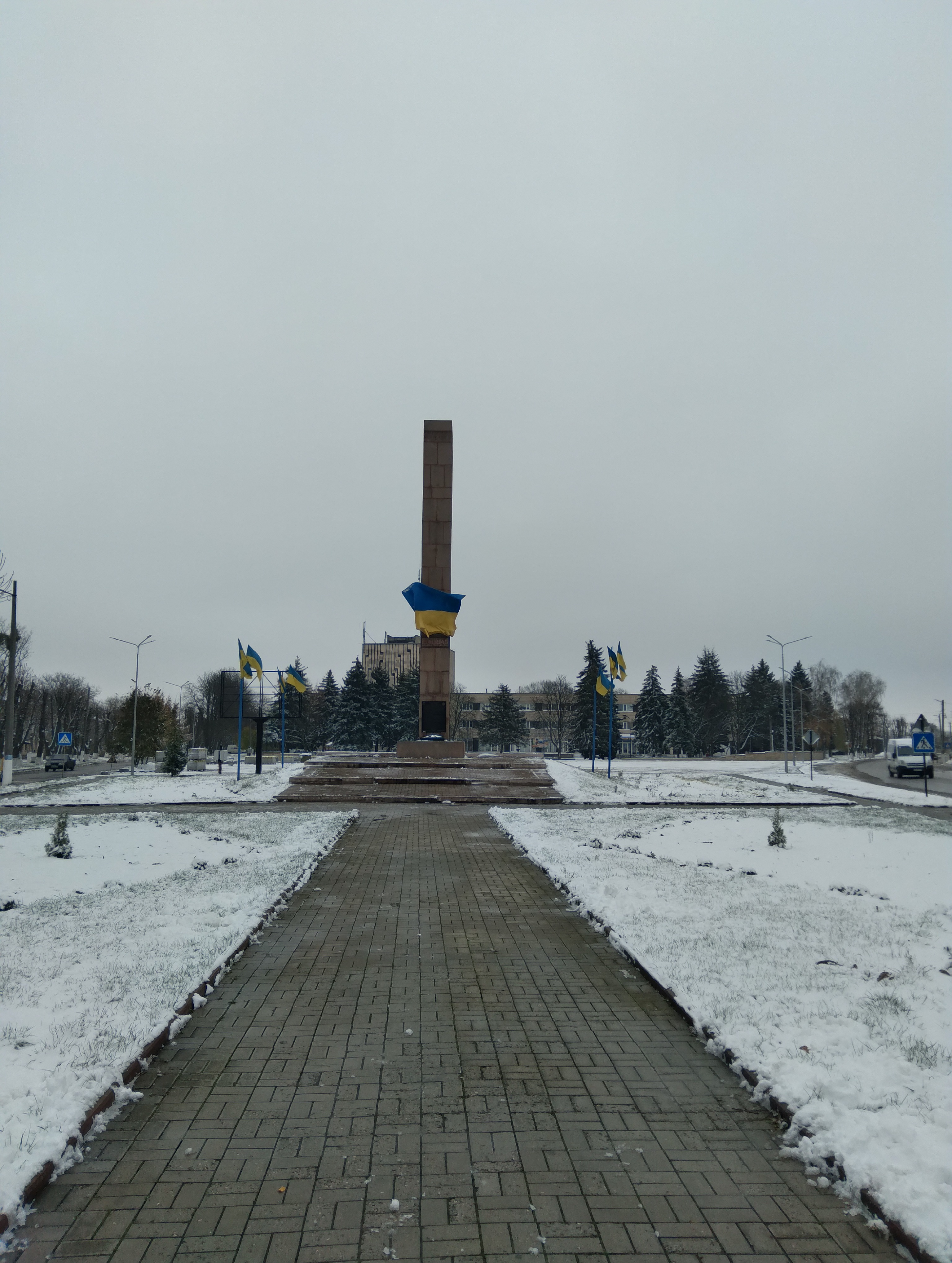
Обеліск Слави у Знам'янці

Після оволодіння Знам'янкою радянські війська продовжували розвивати наступ на кропивницькому напрямку і до 12 грудня вийшли на далекі підступи до нього, охопивши з трьох боків потужне угруповання, що обороняло місто. Але там уже було підготовлено потужний оборонний рубіж і стало очевидним, що прорвати його без серйозної підготовки не вдасться. Ввівши у бій на цьому напрямі до трьох танкових дивізій, німецьке командування зуміло зупинити радянський наступ. На підступах до Кропивницького з 16 по 23 грудня точилися жорстокі бої величезної напруги, в яких обидві сторони зазнали чималих втрат.
Одночасно радянське командування спробувало використати той факт, що німці перекинули велику кількість своїх військ із-під Кривого Рогу під Знам'янку і в черговий раз спробувало оволодіти цим містом із застосуванням далекого обхідного маневру. Але й цього разу з 10 по 19 грудня німці зупинили радянський наступ.
На придніпровському напрямку радянські війська діяли успішніше. Просунувшись майже на 50 кілометрів, війська 4-ї гвардійської армії 12 грудня зайняли місто Чигирин, а в наступні дні повністю очистили від противника весь західний берег Дніпра у смузі фронту. На крайньому правому фланзі фронту 52-га армія з 13 листопада по 14 грудня вела штурм міста Черкаси, перетвореного на досить могутній оборонний вузол, і потім з'єдналася з 4-ю гвардійською армією.

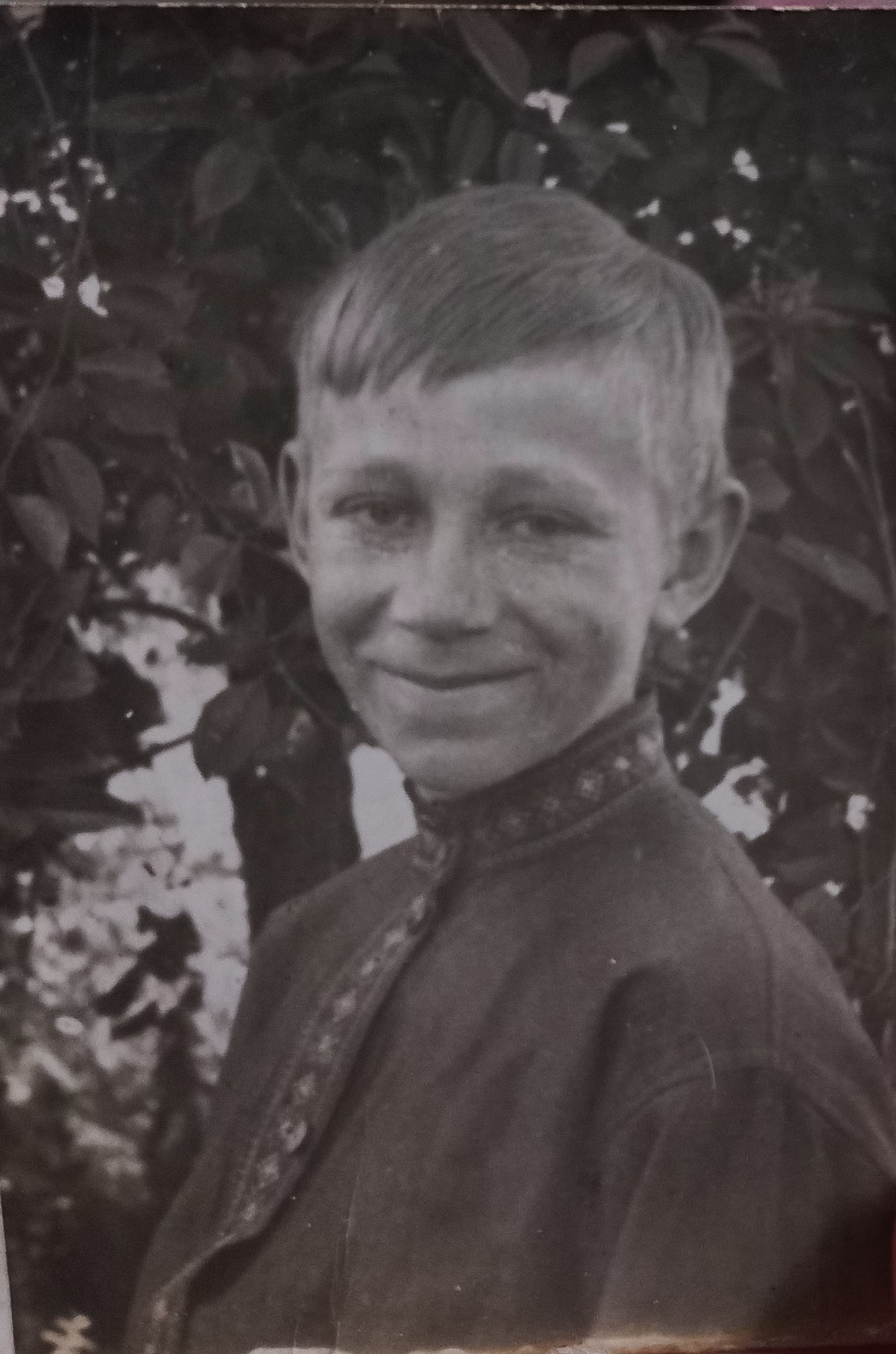
Дмитро Кравцов

Цивільні з сіл у південній частині Знам'янського району ховалися від боїв у Троянці, відомо про постраждалу від вибуху одного зі снарядів дитину з Новоолександрівки - Дмитра Опанасовича Кравцова (1932-1946), дитина загинула не лише від шоку та шкоди нервовій системі, а й від Голодомору 1946-1947 років. А його батько що працював чоботарем у Знам'янці та був ветераном фінської та Другої світової війни, був репресований.

## Підсумки операції

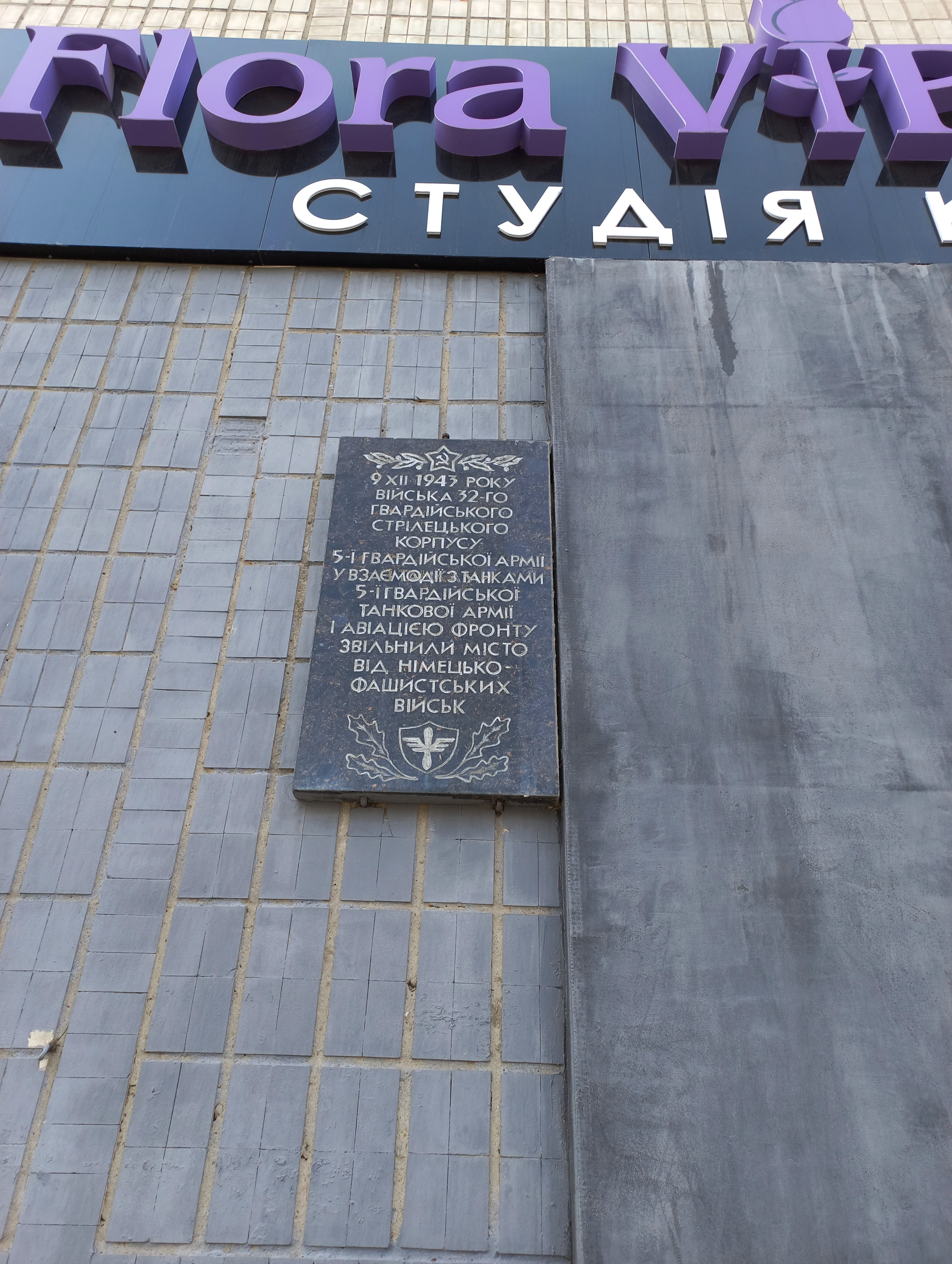
Пам'ятна табличка

У ході Олександрійсько-Знам'янської наступальної операції війська лівого флангу 2-го Українського фронту просунулися на понад 100 кілометрів на північний захід і значно розширили в цьому напрямку виступ у глибину позицій групи армій «Південь». Німці втратили Олександрійський ґебіт, радянський плацдарм на південь від Кременчука було перетворено на другий стратегічний плацдарм на Дніпрі (після Київського), створено сприятливі умови для швидкого захоплення Правобережної України. Запеклий опір німецьких військ не дозволив радянським частинам повною мірою реалізувати задуми Знам'янської операції і попередньої П'ятихатської. Однак саме в цих важких боях сили групи армій «Південь» зазнали тяжких втрат, які зумовили її поразку у Дніпровсько-Карпатській операції у перші місяці 1944.

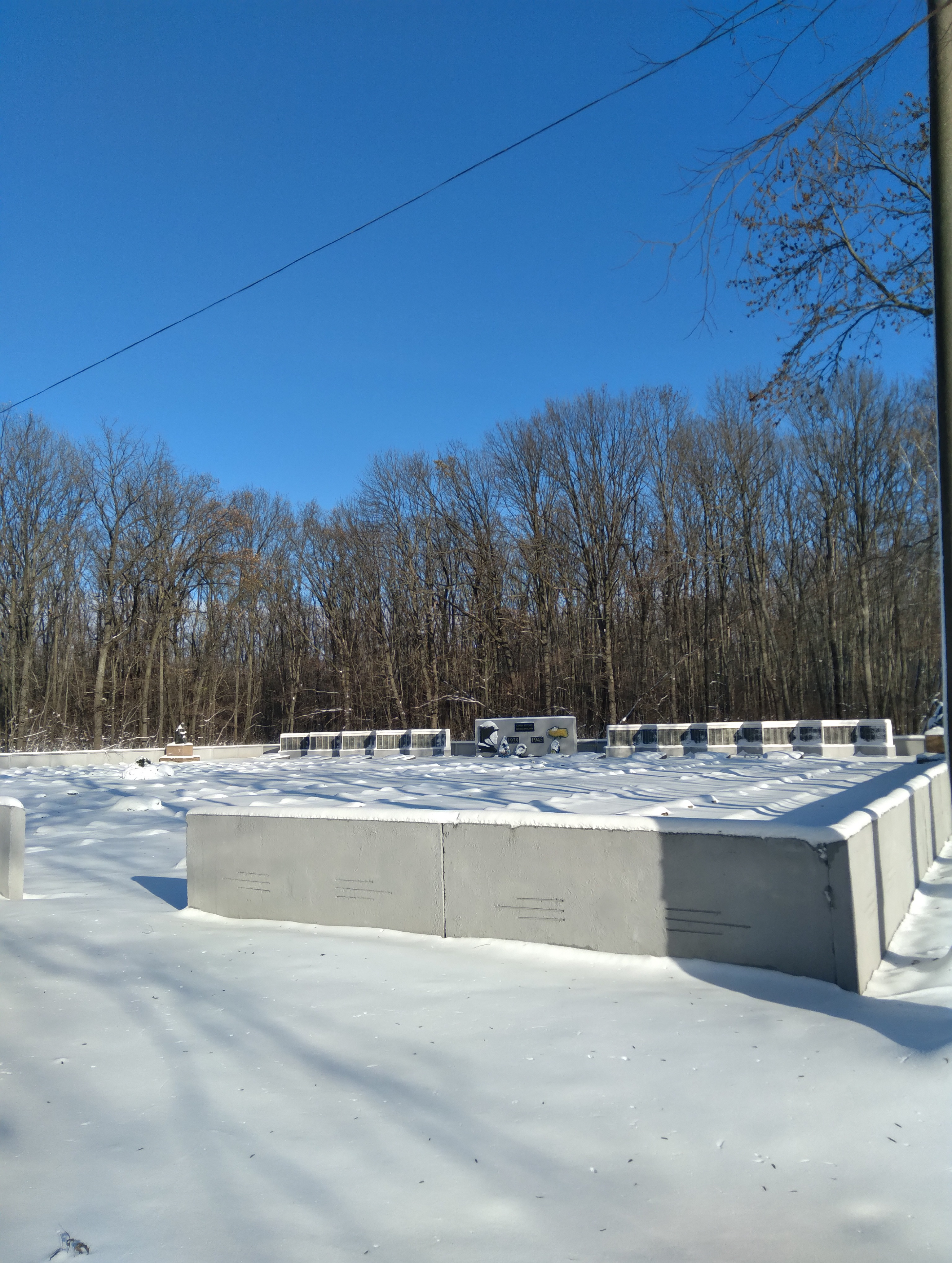
Військове кладовище у Знам'янці

Втрати радянських військ також були дуже великі. Точні втрати Червоної армії у Знам'янській операції невідомі, але за даними Г. Ф. Кривошеєва з 1 жовтня по 20 грудня війська 2-го Українського фронту втратили 303 617 чоловік, з них 77 400 осіб — безповоротні, 226 217 осіб — санітарні втрати. Оскільки за цей період фронт вів тільки такі бойові дії: боротьба за розширення дніпровських плацдармів, П'ятихатська операція і Олександрійсько — Знам'янська наступальна операція — то втрати в кожній з цих операцій, в тому числі і у Знам'янській, становлять доволі значну частину від цього числа (імовірно, близько 100 тисяч осіб).
За спогадами Олени Єрмоленко (1913—2002) яка тоді мешкала у селі Мошорине, після боїв «корови стояли по чрево у крові» (вся земля довкола була у крові загиблих солдат).
З 1950 у Знам'янці існує військовий цвинтар на якому розташовані могили 996 людей загиблих за звільнення міста, серед них Герой Радянського Союзу, уродженець Московської області, Галочкін Віктор Іванович, і меморіальна плита що містить імена 1765 загиблих містян.